# Claudia Doumit
Claudia Doumit (Sydney, 21 april 1992) is een Australische actrice. Ze is vooral bekend van haar hoofdrol in de Amazon Prime Video serie The Boys.  Daarnaast had ze een bijrol in de NBC serie Timeless. 

## Biografie
Claudia Doumit werd geboren op 21 april 1992 in Sydney, Australië. Ze heeft een oudere broer. Ze studeerde in onder meer in Kensington en Los Angeles. 

### Carrière
Doumit speelde vooral kleine gastrollen, tot ze in 2016 gecast werd in de serie Timeless. Hier speelde ze de rol van Jiya Marri. In 2018 werd de serie gecanceld. Hierna sprak Doumit de stem in van het personage Farah Karim van het videospel Call of Duty: Modern Warfare.
In 2020 verkreeg Doumit pas echt haar eerste echt grote rol, die van Victoria Neuman in de serie The Boys op Amazon Prime. Zij speelt deze rol vanaf het tweede seizoen tot heden. Ook in de spin-off serie Gen V vertolkte Doumit deze rol.